# Gisulf I. (Friaul)

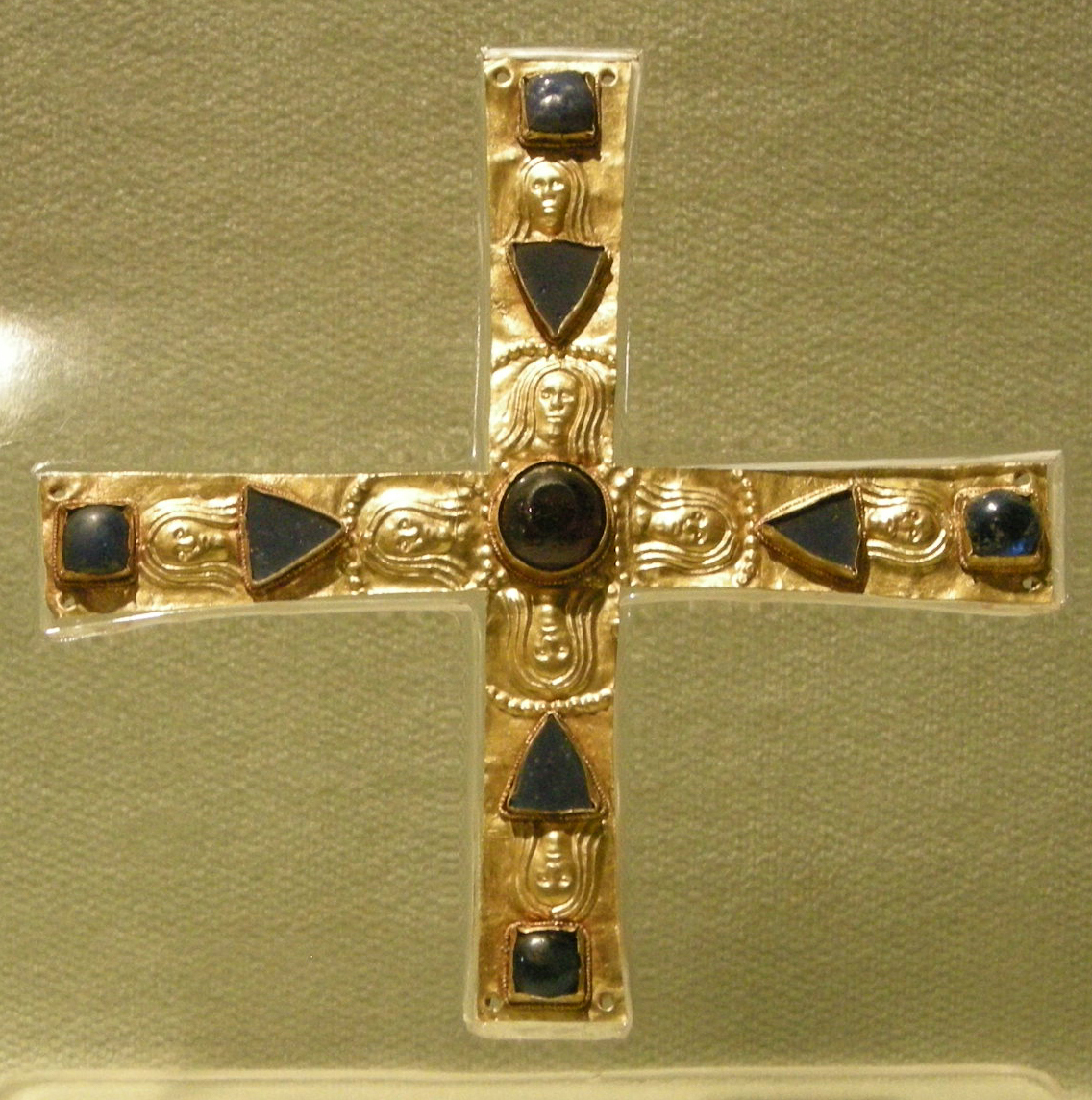
Kreuz aus dem sogenannten Grab des Herzogs Gisulf, Gräberfeld von Cella - San Giovanni, Cividale. Die Inschrift „CISVL“ auf dem Sarkophag dürfte eine Fälschung des 19. Jahrhunderts sein.

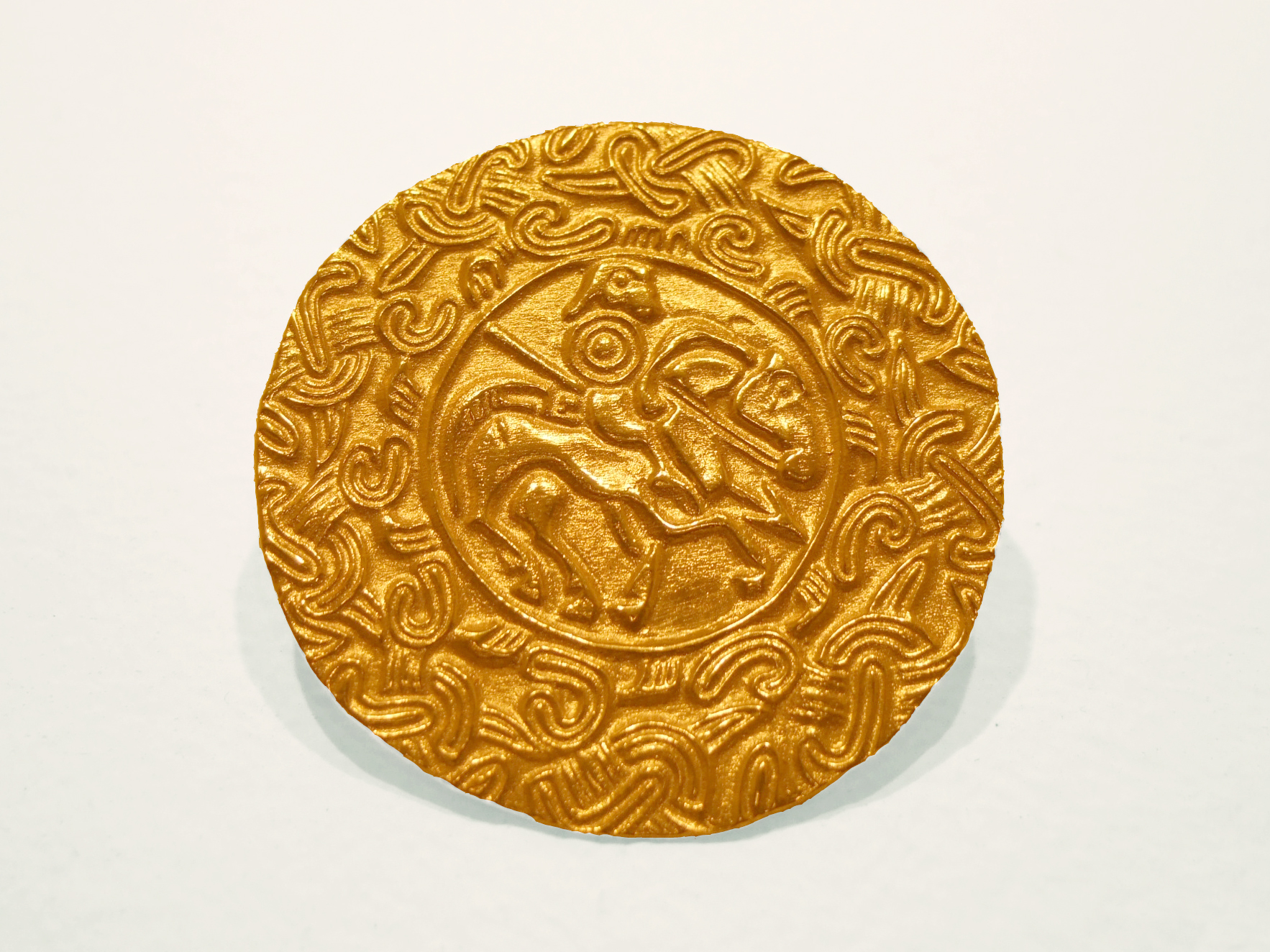
Goldbrakteate aus demselben Gräberfeld, entstanden zwischen der Mitte des 6. Jahrhunderts und dem frühen 7. Jahrhundert

Gisulf I. war von 568 bis ca. 581 der erste langobardische dux (Herzog) des Herzogtums Friaul.

## Leben
Gisulf war ein Neffe des Langobardenkönigs Alboin. An der Eroberung Italiens durch seinen Onkel Alboin im Jahr 568 nahm Gisulf als marpahis (Befehlshaber der Reiterei) teil. Nach der Besetzung Venetiens ernannte Alboin Gisulf, einen überaus fähigen Mann (virum per omnia idoneum), zum dux von Forum Iulii (Friaul) mit der Hauptstadt Cividale. Mit Alboins Zustimmung siedelte Gisulf von ihm ausgewählte langobardische farae (Familienverbände) dort an.
Nachdem Alboins Nachfolger Cleph im Jahr 574 gestorben war, wählten die Langobarden während des 10-jährigen Interregnums keinen neuen König, sondern standen unter der Herrschaft von 35 duces, deren Einfluss in dieser Zeit stark zunahm. Die romanische Bevölkerung wurde in dieser Zeit stärker als zuvor unterdrückt.
Als Gisulf verstarb (wohl um 581), folgte ihm Grasulf als dux nach, der wohl Gisulfs Bruder war. Grasulf regierte bis etwa 590, anschließend übernahm sein Sohn Gisulf II. das Amt.
1874 glaubte man, in Cividale den Sarkophag Gisulfs gefunden zu haben, wie eine dort angebrachte Inschrift behauptete. Doch handelte es sich um eine Fälschung, die Zuschreibung des Sarkophages an Gisulf erwies sich als unzutreffend.